# C01-A035
C01-A035 ou [(Fluorometoxifosfonil)oxi]carbonimidico dicloreto é um agente considerado por investigadores ocidentais como pertencentes ao sub-grupo de agentes Novichok. Sua estrutura química indica que é bastante reativo no sistema nervoso.

## Síntese
Estes sub-agentes Novichok são sintetizados perante uma simples reação, na qual seus dois agentes binários. Tricloronitrosometano é feito reagir em baixas temperaturas com fluoro(dimetoxi)fosfano, a reação origina no agente junto a clorometano, C01-A035 é disseminado geralmente em forma gasosa junto com Clorometano (subproduto da reação).  